# Hotel Le Regina

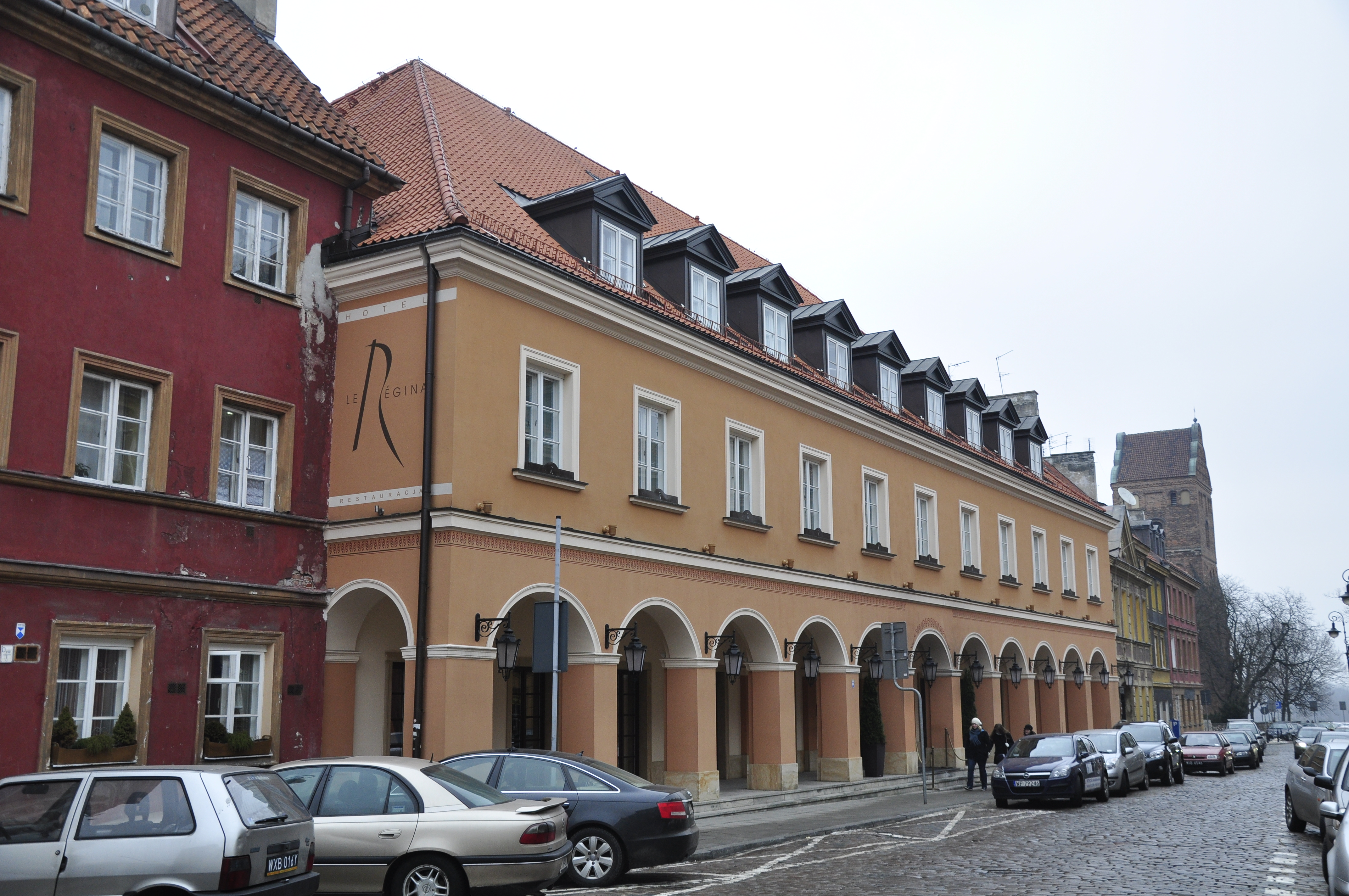
Blick auf den Eingangsbereich des Hotels von der Freta nach Osten, im Hintergrund die Kirche St. Mariä Heimsuchung

Das Le Regina (genau: Mamaison Hotel Le Regina) ist ein kleines 5-Sterne-Hotel in Warschau. Es eröffnete nach Umbau eines historischen Gebäudes im Jahr 2004 in der Warschauer Neustadt. Es wurde mehrfach ausgezeichnet und ist für sein Restaurant bekannt.

## Geschichte
Das Hotel mit der Adresse ulica Kościelna 12 liegt rund 40 Meter ostwärts der „Hauptstraße“ der Neustadt, der ulica Freta. Die Entfernung zur Warschauer Weichselböschung – die „St. Mariä Heimsuchung“-Kirche (polnisch: Kościół Nawiedzenia NMP) passierend – beträgt nur etwa 100 Meter. Das dreigeschossige Hotel grenzt mit seiner Rückseite an die weitläufige Anlage des Sapieha-Palastes, der heute eine Gehörlosenschule (polnisch: Specjalny Ośrodek Szkolno-Wychowawczy dla Dzieci Słabosłyszących nr 15 im. Ottona Lipkowskiego) beherbergt. Das Nachbargebäude in ostwärtiger Richtung ist das Chodkiewicz-Palais.
Die Geschichte des Gebäudes ist umstritten. Das Ursprungsgebäude wird in Quellen von 1734 und 1738 genannt, das Baudatum ist unbekannt. Nach unterschiedlichen Quellen entstand es als Residenz eines Paweł Mostowskis oder des Offiziers Kazimierz Mokrowski (bzw. dessen Frau). Je nach Quelle wird es deshalb als „Mostowski-Palais“ (polnisch: Pałac Mostowskich) oder „Mokrowski-Palais“ (polnisch: Pałac Mokrowskich) bezeichnet. Es ist jedoch nicht mit dem großen Mostowski-Palast an der ulica Nowolipie 2 zu verwechseln. Später gehörte das Anwesen der Familie des Königlichen Küchenchefs Zettner, die hier oft Bälle veranstaltete. Zu der Zeit hatte der Palast zwei getrennte Innenhöfe. Der nächste Eigentümer war die Familie Przeździecki, zu deren Zeit (in der zweiten Hälfte des 18. Jahrhunderts, vermutlich im Jahr 1762) der Palast umgebaut wurde und einen großen Innenhof erhielt. Nachfolgend fanden weitere Umbaumaßnahmen statt, unter anderem im Jahr 1806 nach einem Entwurf von Friedrich Albert Lessel. Zu Beginn des 20. Jahrhunderts wurde wieder der große Innenhof errichtet. Als Folge des Zweiten Weltkriegs wurde das Gebäude im Rahmen der hier erbittert geführten Kämpfe des Warschauer Aufstandes 1944 zerstört und von 1951 bis 1953 als Replika des Mostowski/Mokrowski-Palais wieder aufgebaut. Nach dem Wiederaufbau wurde die US-amerikanische Botschaft der erste Mieter des Gebäudes. 2000 erwarb die Orco-Gruppe das Gebäude.
Im Jahr 2004 war der Umbau zu einem Hotel der Mamaison Hotels & Residences-Gruppe abgeschlossen. Unter dem verantwortlichen Architekturbüro PRC Architekci entstand ein hochwertiges 4.600 Quadratmeter großes Hotel mit 58 individuell eingerichteten Zimmern und drei Suiten. Einige der 25 bis 115 Quadratmeter großen Zimmer des Hotels sind freskengeschmückt. Im Kellergewölbe befindet sich ein Spa (Pool, Sauna, Massageräume). Die Zeitschrift Der Feinschmecker lobte den Starkoch des Restaurants „La Rotisserie“, Paweł Oszczyk.